# Blades
Blades es un pueblo ubicado en el condado de Sussex en el estado estadounidense de Delaware. En el año 2000 tenía una población de 956 habitantes y una densidad poblacional de 850 personas por km².

## Geografía
Blades se encuentra ubicado en las coordenadas 38°38′01″N 75°36′24″O / 38.63361, -75.60667.

## Demografía
Según la Oficina del Censo en 2000 los ingresos medios por hogar en la localidad eran de $28,864, y los ingresos medios por familia eran $33,194. Los hombres tenían unos ingresos medios de $25,139 frente a los $21,339 para las mujeres. La renta per cápita para la localidad era de $13,495. Alrededor del 20.3% de la población estaban por debajo del umbral de pobreza.